# Raphael Friedeberg
Raphael Friedeberg (14 de març de 1863 - 16 d'agost de 1940) va ser un metge alemany, socialista i anarquista després.

## Joventut
Friedeberg va néixer a Tilsit, Prússia Oriental, avui Sovetsk, Rússia, fill de Salomon, un rabí, i Rebekka Friedeberg (que de fadrina nomia Levy). Estudià medicina i economia política a la Universitat de Königsberg, però va ser expulsat el 1887 per "complicitat amb els esforços de la socialdemocràcia". Friedeberg es va traslladar a Berlín, on va treballar com a professor particular i va continuar els seus estudis a la Universitat de Berlín després de l'abolició, per no ser prorrogades, de les lleis contra els socialistes el 1890, i es va graduar el 1895.

## Socialdemocràcia
Va treballar com a metge general i especialista en malalties pulmonars a Berlín des de 1895 fins a 1911. Friedeberg contribuí a la Sozialistische Akademik des de principis de 1895 fins a finals de 1896 i des de 1897 en què va ser membre de la comissió de premsa de Sozialistische Monatshefte, tant en publicacions periòdiques, per provar d'atreure els intel·lectuals cap al socialisme, com en el Partit Socialdemòcrata d'Alemanya (SPD). Friedeberg va participar en l'establiment de l'assegurança de salut per a la classe obrera a Berlín. El moviment socialista alemany acabava de descobrir el moviment d'assegurança de salut i començava a ser actiu dins ell - tant amb el fi de guanyar accés a tractament mèdic per a la classe treballadora i com un mitjà de difusió de les idees socialistes. El 1899, Friedeberg va ajudar a establir la Comissió Central de Berlín del Consell d'Assegurança de Salut, que a continuació, va organitzar el primer Congrés de les Juntes Alemanyes d'Assegurança de Salut. A més, Friedeberg va exercir com a membre del consell de la ciutat de Berlín des de 1901 (o 1902 segons algunes fonts) a 1904 fent d'ell un dels principals líders de l'SPD a la capital d'Alemanya.

## Anarcosocialisme
Poc després, però, va començar a estar cada vegada més desil·lusionat amb l'SPD i en particular amb els Sindicats Lliures, els sindicats aliats amb aquest partit. Ell se sentia frustrat per l'atenció que donava l'SPD al Parlament en lloc de a l'acció revolucionària i per la neutralitat en política dels sindicats. Va culpar a la incapacitat del moviment socialista per guanyar influència en comptes de només els vots després del final de les Lleis Antisocialistes. Friedeberg va entrar en contacte amb l'Associació Lliure de Sindicats d'Alemanya (FVdG), una federació, més radical que els Sindicats Lliures, que havia estat fundada el 1897. Va criticar la separació de l'acció política i sindical i el control centralista sobre els sindicats. Esdevingué cada vegada més influent en l'FVdG, Friedeberg va donar la conferència central el 1904 al congrés de la federació a Berlín, intervenint en el debat de la vaga de masses, que es portava a terme a l'SPD en aquell moment, i advocant per la vaga general com a mitjà de lluita de classes. El 1907, tots els membres de l'FVdG se'ls va donar l'opció de sortir d'aquesta federació i unir-se als sindicats centralitzats o de perdre la seva condició de membres de l'SPD. Friedeberg, és clar, va optar per deixar l'SPD.
Durant aquest període, Friedeberg concebé el que va anomenar anarcosocialisme. Malgrat el creixent nombre de seguidors del moviment socialista, segons ell, s'havia fet poc per millorar les condicions de la classe obrera alemanya que hi vivia sota. Un dels problemes, va dir Friedeberg, es trobava en la teoria política de l'SPD. L'SPD es va adherir a una interpretació dogmàtica dels escrits de Karl Marx, en particular l'opinió que el curs de la història es pot deduir de l'estat de les relacions de producció, que "l'ésser social determina la consciència". Encara correcta en el moment en què Marx establí el materialisme històric, Friedeberg va dir, que el desenvolupament tecnològic havia fet aquest punt de vista obsolet. Friedeberg concebé el psiquisme històric, terme que considera que les "relacions espirituals […] tenen el poder sobre les relacions materials". D'acord amb Friedeberg els errors teòrics del moviment socialista havien donat lloc, llavors, als errors en les seves estratègies polítiques. L'oposició de la classe treballadora s'havia centrat a guanyar influència en el parlament alemany, el Reichstag. Això havia donat lloc a "l'aplanament del moviment revolucionari" d'un "gran moviment, cultural que tot ho abasta" a un "purament econòmic, fins i tot una qüestió purament d'estómac". D'això es dedueix la necessitat de substituir els mètodes polítics de lluita de classes amb mitjans econòmics i psicològics. Per sobre de tot, ha advocat per la vaga general com a mitjà per revolucionar la societat. S'emmarca en la lluita del proletariat pels seus propis interessos en lloc d'haver representants que ho facin per ells. No obstant això, per tal de ser capaç de fer això el proletariat ha alliberar-se primer de les ideologies limitants de la societat capitalista: a saber, la religió, la creença en les lleis i l'estat, el nacionalisme, i el militarisme. La síntesi de Friedeberg de l'anarquisme i el socialisme va ser criticada pels anarquistes i socialistes per igual. Erich Mühsam, un anarquista alemany prominent, va dir que el psiquisme històric no era més que una nova versió del materialisme històric, la "substitució d'una regularitat fabricada per una molt semblant". Karl Kautsky, líder de l'SPD, per la seva part el va acusar de "confusió teòrica, que no comprèn la necessitat de la connexió entre la política i l'economia".

## Anarquisme

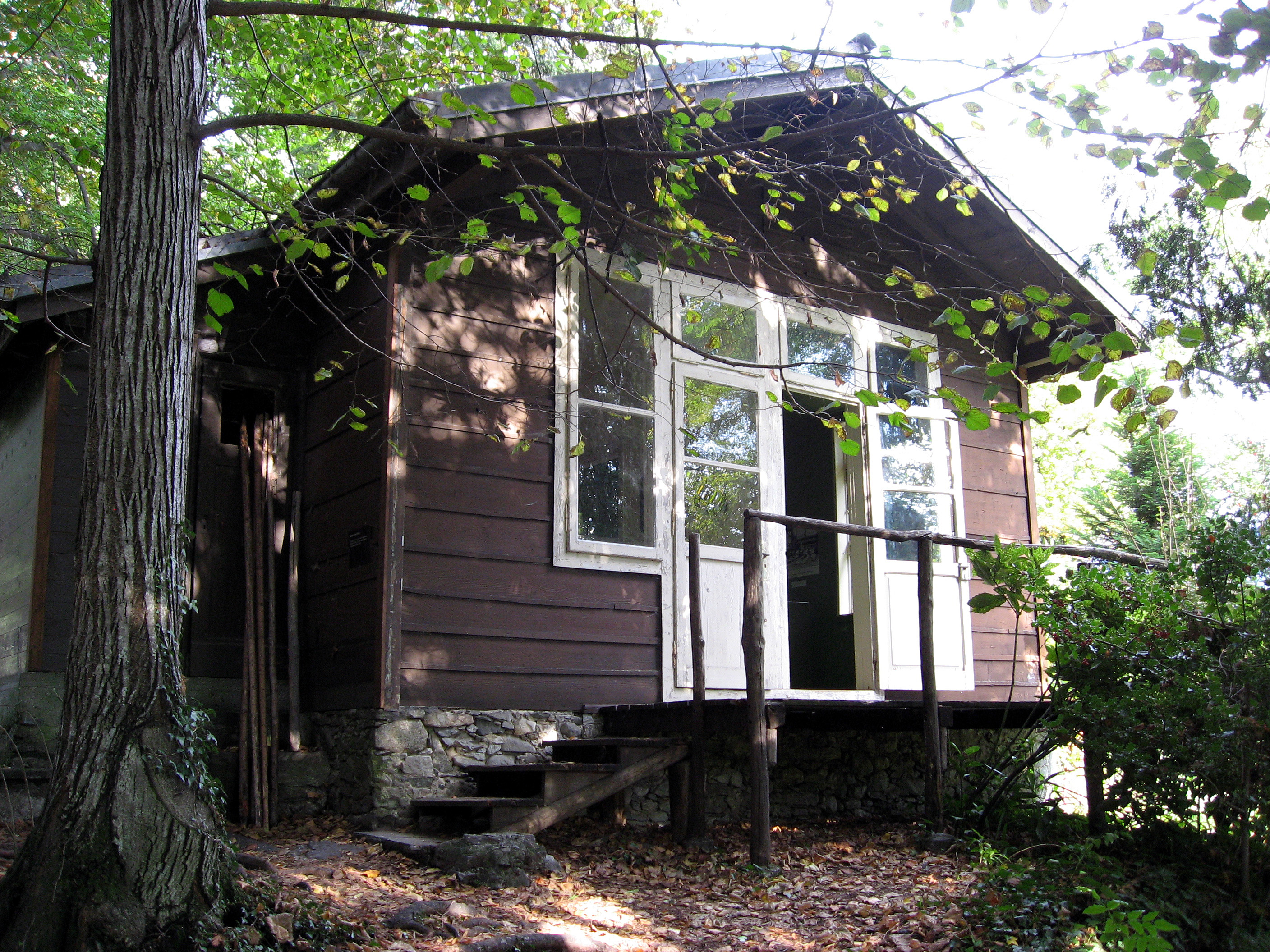
Casa Selma, una "cabana d'aire"

Va trepitjar per primera vegada Ascona, a Suïssa el 1904 per recuperar-se d'una infecció a la sang, que li va ocasionar una dilatació del cor, arran d'una operació d'àntrax. Ascona probablement li havia estat recomanada per Erich Mühsam. No gaire temps després de sortir de l'SPD Friedeberg va començar a desil·lusionar-se, fins i tot de l'FVdG. Li va dir a Fritz Kater, un líder de l'FVdG, que s'havia desviat "més a l'esquerra". Ja no creia que les opinions i tàctiques radicals es poguessin introduir en el moviment obrer. Va començar a col·laborar amb el moviment anarquista no sindicalista, especialment amb la Federació Anarquista d'Alemanya, que havia estat fundada el 1903. També va entrar en contacte amb els radicals suïssos, donant conferències sobre laPrimera Revolució Russa a Zuric el 1906. Va començar a visitar Ascona amb freqüència i també es va mudar de Berlín en el suburbi de Friedrichshagen. L'agost de 1907 va assistir al Congrés Internacional Anarquista d'Amsterdam. El 1908, va visitar a Piotr Kropotkin a Londres. El 1909, va realitzar la seva última gran conferència pública titulada L'anarquisme, les seves idees i tàctiques a la Federació Anarquista d'Alemanya a la conferència de Leipzig. Va començar a donar l'esquena a l'anarquisme organitzat, passant a una idea més individualista de l'anarquisme. D'altra banda, tenia ja tanta mala salut com estava profundament resignat davant la possibilitat d'una revolució socialista. Encara seguia la política alemanya i europea, però no sentia la necessitat de participar.
Va seguir sent el metge de capçalera d'August Bebel i Karl Kautsky.
De 1911 a 1931 Friedeberg va treballar com a metge a la ciutat balneari de Bad Kudowa (Silèsia) durant tot l'estiu i al sanatori de Monte Verità a Ascona (Suïssa) a l'hivern. Friedeberg va convertir Ascona en "un centre per als anarquistes itinerants" com Erich Mühsam (qui va anomenar Monte Verità un "Saladorium" —un sanatori) and Johannes Nohl. i Johannes Nohl. [16] Va introduir l'"aire fresc i la teràpia de la natura" i va construir "cabanes d'aire" per a la recreació dels seus pacients. La barreja de vegetarianisme i anarquisme va atreure visitants com a Mikhail Bakunin, Piotr Kropotkin, Lenin i Lev Trotski.
El 1931 es va establir definitivament a Ascona. Otto Braun, ex Primer Ministre de Prússia, va viure a la seva casa després d'haver escapat de l'Alemanya nazi.
Friedeberg va morir a Ascona el 1940.